# Beloit (Kansas)
Beloit er en amerikansk by og administrativt centrum for det amerikanske county Mitchell County i staten Kansas. I 2000 havde byen et indbyggertal på 4.019.

## Ekstern henvisning
- Beloits hjemmeside (engelsk)

39°27′46″N 98°06′34″V / 39.4628°N 98.1094°V